# Zoo d'Abidjan
Le zoo d'Abidjan, de son nom complet Zoo national d'Abidjan, a été créé en 1930 par une structure privée détenue par Yvan Chollet, puis est racheté par l'Etat de Côte d'Ivoire en 1965.
Le  parc a été nationalisé en 1972 et placé sous la tutelle du ministère des eaux et forêts.
Il a été fermé pour rénovation en septembre 2020 jusqu'à décembre 2021,.
Il est de nouveau ouvert depuis le lundi 20 décembre 2021.